# Rolando Martín
Rolando Abel Martin (Maryland, 23 de septiembre de 1968) es un exjugador argentino de rugby nacido en Estados Unidos que se desempeñaba como ala. Actualmente es entrenador de la primera división del SITAS y de Sudamérica XV.

## Trayectoria
Martin se inició en el rugby en el club Deportivo Roca de Río Negro, donde jugó en quinta y cuarta división. Posteriormente el rugby del Deportivo Roca se independizó y formó el club Roca Rugby, en el cual Martin también jugó, pero ya en la primera división. 
Emigró a Buenos Aires para estudiar en la universidad local, incorporándose al SIC, con el que debutaría en 1989 en el Torneo de la URBA a sus 20 años. Con el SIC ganó seis veces el Torneo de la URBA -1993, 1994, 1997, 1999, 2002 y 2003- y dos veces el Torneo Nacional de Clubes -1993 y 1994. 
En 1997 desembarcó en el rugby inglés para jugar profesionalmente una temporada en el Richmond FC, volviendo al SIC en 1998. Allí se retiraría en 2003.

## Selección nacional
Debutó en el seleccionado nacional el 28 de mayo de 1994 en un partido contra los Estados Unidos en la ciudad californiana de Long Beach, el cual terminaría con un triunfo 20-18 de los sudamericanos. En total jugó 86 partidos con su selección y marcó 19 tries (95 puntos).

### Participaciones en Copas del Mundo
Disputó su primer mundial en Sudáfrica 1995, donde los Pumas perdieron todos sus partidos de la fase de grupos por 6 puntos. Martin, por su parte, pudo marcar un try ante Italia.
Cuatro años más tarde llegaría el histórico mundial de Gales 1999. Argentina inauguró el certamen ante los locales, cayendo derrotados 18-23. Peso a ello, el equipo argentino terminaría clasificado como el mejor tercero en la fase de grupos, superando por primera vez dicha etapa y viéndose obligados a disputar un play-off contra Irlanda para clasificar a cuartos de final. Los Pumas, contra todo pronóstico, triunfarían 28-24, avanzando así a la siguiente fase -en la que serían eliminados por Les Blues. 
Martin jugó también el torneo de Australia 2003, donde Argentina perdió en el último partido de la fase de grupos ante los irlandeses. Luego de esa experiencia, el jugador anunciaría su retiro definitivo del rugby competitivo. 
| Mundial                       | Sede      | Resultado        | PJ | Tries |
| ----------------------------- | --------- | ---------------- | -- | ----- |
| Copa Mundial de Rugby de 1995 | Sudáfrica | Fase de grupos   | 3  | 1     |
| Copa Mundial de Rugby de 1999 | Gales     | Cuartos de final | 5  | 0     |
| Copa Mundial de Rugby de 2003 | Australia | Fase de grupos   | 4  | 0     |